# 建部町
建部町（たけべちょう）は、かつて岡山県御津郡にあった町である。2007年（平成19年）1月22日に岡山市に編入され廃止された。現在は同市北区建部地域となっているが、域内のすべての大字名は「建部町」を冠している。

## 沿革
- 1955年（昭和30年）2月1日 - 御津郡建部村・上建部村・赤磐郡竹枝村の3村が合併し御津郡建部町（初代）を新設。
- 1967年（昭和42年）1月15日 - 御津郡建部町と久米郡福渡町が合併し、新たな御津郡建部町となる。町名は建部町を採り、町役場は旧福渡町に置いた。
- 2007年（平成19年）1月22日 - 赤磐郡瀬戸町とともに岡山市への編入合併をおこない、岡山市建部町となる。
- 2009年（平成21年）4月1日 - 岡山市が政令指定都市に移行し、岡山市北区建部町となる。

## 行政
- 最終町長：中山正汎（2003年8月12日就任 1期）

- 姉妹都市・提携都市 - 東浦町（兵庫県津名郡）

## 経済

### 産業
- 主な産業 - 農業（特に米作）、酪農

## 教育
- 建部町立竹枝小学校
- 建部町立建部小学校
- 建部町立福渡小学校
- 建部町立建部中学校
- 岡山県立福渡高等学校（2007年3月に廃校）

## 出身・ゆかりの人物
出身者
- 竹内久勝 - 古武道竹内流を隆盛させた[2]。現在の建部町角石谷出身。
- 森寺長貞 - 岡山藩の家老で建部池田家（森寺池田家）第3代当主。
- 池田長政 - 同第4代当主。
- 池田長泰 - 同第5代当主。
- 池田宗春 - 同第6代当主。
- 池田太寅 - 同第7代当主。
- 池田俊清 - 同第8代当主。
- 池田博道 - 同第9代当主。
- 池田博教 - 同第10代当主。
- 池田博忠 - 同第12代当主。
- 池田博文 - 同第13代当主。
- 池田博愛 - 同第14代当主。
- 山本唯三郎 - 実業家。現在の建部町鶴田の生まれ（父が鶴田藩士）であるが、幼少時に岡山市に移転している。
- 菅寿雄 - 実業家、第94代内閣総理大臣菅直人の父。現在の建部町下神目出身。
- 江田三郎 - 政治家。現在の建部町福渡出身。
- 上田かおり - バレーボール選手（1978年 - ）
- リンクアップとっしー - お笑い芸人（1978年 - ）

ゆかりの人物
- 石坂桑亀 - 医者で、シーボルトの門人。現在の建部町福渡で開業していた。墓は現在の建部町建部上にある[3]。
- 竹内久盛 - 戦国時代の武将、兵法家。古武道竹内流の開祖。現在の建部町和田南で門人を指導。
- 松平武聰 - 石見浜田藩の第4代藩主であったが、同藩の飛び地であった現在の建部町鶴田に逃げ、鶴田藩主となった。
- 菅直人 - 政治家、衆議院議員、第94代内閣総理大臣。建部町下神目が本籍地。
- 菅源太郎 - 市民運動家、菅直人の子。当地が含まれる岡山1区から衆議院選挙に立候補。
- 江田五月 - 政治家、江田三郎の子。
- 磯田道史 - 歴史学者（日本近世・近代史・日本社会経済史）で、国際日本文化研究センター准教授。父親の出身地が建部町[4]。
- 西靖 - 毎日放送（MBS）のアナウンサー。母親の出身地が建部町[4]。